# Rubus chaerophyllus
Rubus chaerophyllus är en rosväxtart som beskrevs av Ernst Adolf Sagorski och W. Schultze. Rubus chaerophyllus ingår i släktet rubusar, och familjen rosväxter.

## Underarter
Arten delas in i följande underarter:
- R. c. beskidarum
- R. c. axillariformis
- R. c. praecambricola
- R. c. rohlenae
- R. c. axillaris
- R. c. brachythyrsus
- R. c. euchlooides
- R. c. obtusibasis
- R. c. cuneatus
- R. c. discolor
- R. c. porphyracanthus
- R. c. porphyracanthoides
- R. c. badius